# Segaj
Segaj – wieś w Rumunii, w okręgu Alba, w gminie Vidra. W 2011 roku liczyła 12 mieszkańców.